# Johannes C. Hoflehner
Johannes C. Hoflehner (* 19. September 1963 in Wien) ist ein österreichischer Regisseur, Intendant und Autor.

## Leben
Johannes C. Hoflehner ist der Sohn der Schauspielerin Hilli Reschl und des Regisseurs und Autors Johannes Hoflehner.
Hoflehner studierte Germanistik und Theaterwissenschaft an der Universität Wien (Abschluss: Mag.phil. 1987) und war 1982–87 Regieassistent und Produktionsleiter an verschiedenen Theatern, beim Film und im Hörfunk. 1987/88 war er als Dramaturg beim ersten Niederösterreichischen Donaufestival für den Bereich Performance und neue Theaterformen zuständig. Ab 1987 begann er mit Hörspiel-Regien im ORF-Radio, und ab 1989 inszenierte er an Theatern in Österreich, Deutschland, Italien und Luxemburg, darunter zahlreiche Ur- und Erstaufführungen (Daniel Glattauer, Wolfgang Kindermann, Michal Hvorecký, René Freund, Jürg Laederach, Nadja Bucher u. a.) und eigene Stückentwicklungen.
Hoflehners schriftstellerische Tätigkeit umfasst Hörspiele und -bearbeitungen, mehrere Theaterstücke und Szenarien, die Bearbeitung und Neuübersetzung von Molieres Don Juan (Uraufführung 1998, Neufassung 2010) und wissenschaftliche Arbeiten. Gemeinsam mit Olivier Lendl verfasste er die Komödie „Direktor Serenelli und das Schaugeschäft“ (Uraufführung 2015 im Theater Forum Schwechat).
In den 90er Jahren machte er eine Ausbildung in systemischer Theorie und Therapie mit Schwerpunkt Systemischer Strukturaufstellung bei Matthias Varga von Kibéd und Insa Sparrer in München und entwickelte eigenständig Theatersystemaufstellungen.
Seit 2022 widmet er sich auch kulinarischen Themen, veröffentlichte mit seiner Frau zwei Kochbücher und betreibt mit ihr den Blog angerichtet.at.
1999 erhielt Hoflehner einen Lehrauftrag am Institut für Theaterwissenschaft der Universität Wien.

## Auszeichnungen
- 2017: Niederösterreichischer Kulturpreis – Anerkennungspreis in der Kategorie Darstellende Kunst[1]
- 2024: Swiss Gourmetbook Award in Gold / Kategorie Getränke für das Buch "Aperitivo Infinito"[2]

## Theatergründungen, Leitungen, Management
- 1988–1991: Gründung und Theaterleitung des „Theater Winkelau“ in Loosdorf (Niederösterreich)
- 1990–1995: Gründung und Leitung der freien Theatergruppe „THEATERZELLEN WIEN“
- 1991–1994: Gründung und Geschäftsführung von „Vladimir und Estragon. Agentur für Theater und Publikum“ (einer Agentur für freies Theater, gemeinsam mit Thomas Licek) in Wien
- 2001–2016: Intendant des Theater Forum Schwechat[3]
- 2002 gründete und bis 2016 kuratierte Hoflehner das Schwechater Satirefestival, das jährlich im Theater Forum Schwechat in den Monaten Januar und Februar stattfindet und Gastspiele der Genres Kabarett, Literatur, Chanson und Theater bündelt.

## Publikationen
- Prozessionstheater. Spuren und Elemente von der Antike bis zur Gegenwart (gem. m. Vintila Ivanceanu); Böhlau-Verlag Köln, Weimar, Wien 1995, ISBN 978-3-412127-94-7
- Mitherausgeber und Mitautor des Buches Durchbrochene Linien. Zeitgenössisches Theater in der Slowakei, erschienen als Band Nr. 40 der Reihe Recherchen im Verlag Theater der Zeit, Berlin 2007, ISBN 978-3-934344-88-4
- Herausgeber und Mitautor der Anthologie Dienstag nach Vorschrift. Das Beste aus drei Jahren Satireshow, erschienen im Verlag FZA Wien 2008, ISBN 978-3-950229-95-0
- Große Salate. Von der Beilage zur Hauptspeise (gem. mit Ulli Lassenberger); Wilhelm Braumüller Universitäts-Verlagsbuchhandlung Wien 2022, ISBN 978-3-99100-371-7
- Aperitivo Infinito (gem. mit Ulli Lassenberger); Wilhelm Braumüller Universitäts-Verlagsbuchhandlung Wien 2023, ISBN 978-3-99100-387-8